# هارولد ستيوارت
هارولد ستيوارت (بالإنجليزية: Harold Stewart)‏ هو شاعر أسترالي، ولد في 14 ديسمبر 1916، وتوفي في 8 أغسطس 1995.

## وصلات خارجية
- هارولد ستيوارت على موقع الموسوعة البريطانية (الإنجليزية)